# Stephanopis angulata
Stephanopis angulata es una especie de araña del género Stephanopis, familia Thomisidae.

## Distribución
Se distribuye por Papúa Nueva Guinea.

## Taxonomía
Fue descrita por Rainbow en 1899.
Tratamiento taxonómico
La especie aparece registrada y publicada en Contribution to a knowledge of Papuan Arachnida. Records of the Australian Museum 3: 108–118.